# Aaronitischer Segen

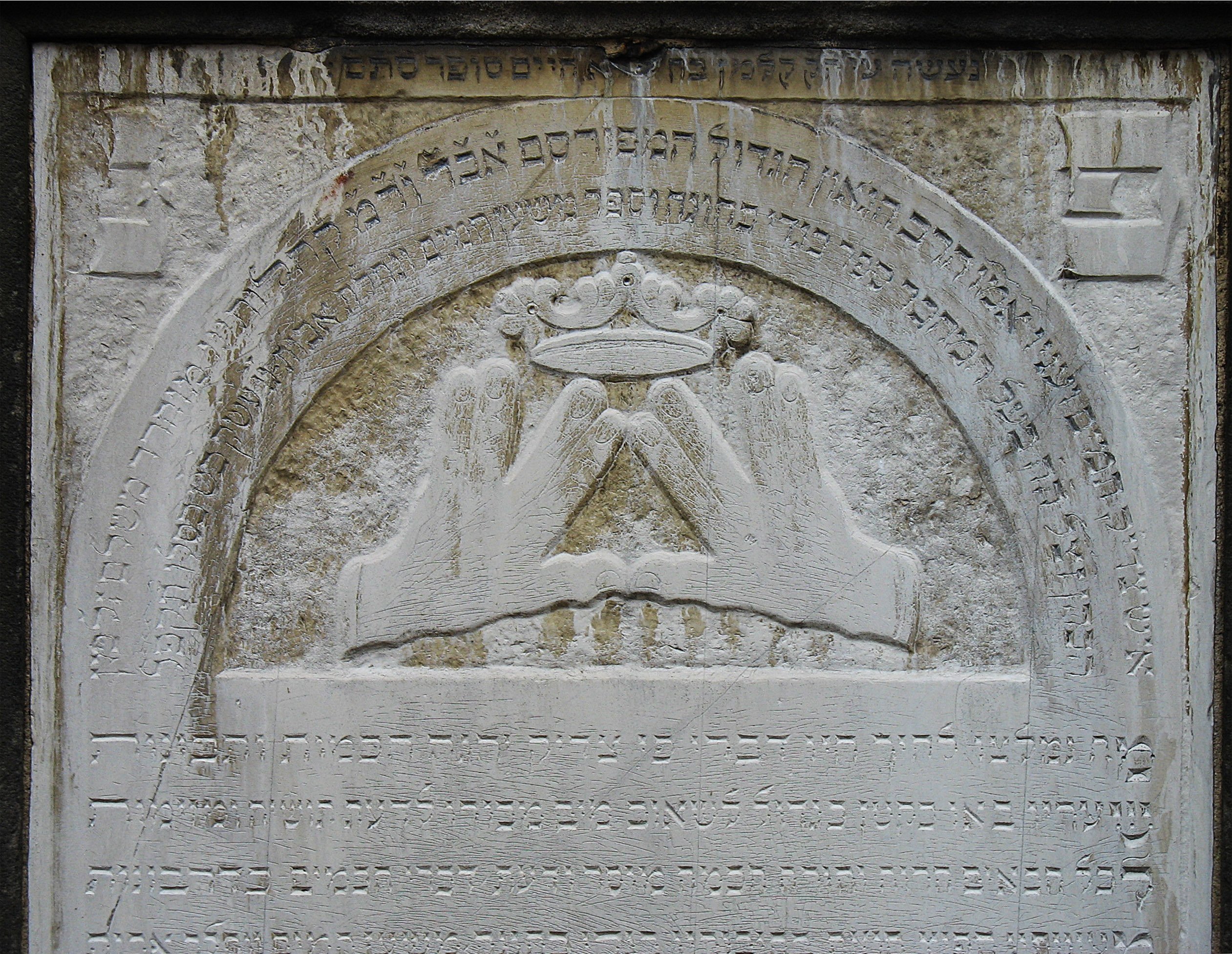
Exemplarische Darstellung des Segensgestus, der segnenden Hände eines Kohen, abgebildet auf dem Grabstein von Oberrabbiner und Kohen Meschullam Kohn (1739–1819)

Der Aaronitische Segen (hebräisch בִּרְכַּת כֹּהֲנִים birkat kohanim, deutsch ‚Priestersegen‘, Num 6,24–26 ) ist ein Segenspruch der Tora. Im orthodoxen jüdischen Gottesdienst wird er heute von Kohanim in einer Form rezitiert, die an den Gottesdienst im Jerusalemer Tempel erinnert. Als Schlusssegen der Messe wurde der Aaronitische Segen von Martin Luther eingeführt. Dieser Segen ist ein Kennzeichen evangelischer Gottesdienste, aber auch ein verbindendes Element mit Gottesdiensten liberaler jüdischer Gemeinden.
Nach Num 6,24  offenbarte Gott den Text Mose. Aaron, dem älteren Bruder Moses, und seinen Söhnen, den Ahnen aller israelitischen Priester und Hohepriester, soll Segen für das ganze Volk Israel aufgetragen werden. Er stand nach dem Kontext in enger Verbindung mit dem Opferkult am Jerusalemer Tempel, kann aber auch schon vorher unabhängig davon bekannt gewesen sein.

## Wortlaut
| Tora (Masoretentext)            | Transkript (deutsch, IPA)                                                                             | Die Schrift (Buber/Rosenzweig)                     | Septuaginta mit Transkript                                                                                              | Lutherbibel (2017)                                                  |
| ------------------------------- | --- | -------------------------------------------------- | --- | ------------------------------------------------------------------- |
| יְבָרֶכְךָ יְהוָה וְיִשְׁמְרֶךָ               | jewarechecha Adonai wejischmerecha [jəvarɛxə'xa ha'ʃem vəjiʃmə'rɛxa]                                  | Segne dich ER und bewahre dich,                    | Εὐλογήσαι σε κύριος καὶ φυλάξαι σε, Eulogḗsai se kýrios kaì phyláxai se                                                 | Der HERR segne dich und behüte dich;                                |
| יָאֵר יְהוָה פָּנָיו אֵלֶיךָ וִיחֻנֶּךָּ        | ja'er Adonai panaw elecha wichuneka [ja'ʔe:r ha'ʃem pa'na:v e'lɛxa viħu'nɛka]                         | lichte ER sein Antlitz dir zu und sei dir günstig, | ἐπιφάναι κύριος τὸ πρόσωπον αὐτοῦ ἐπὶ σὲ καὶ ἐλεήσαι σε, epiphánai kýrios tò prósopon autoũ epì sè kaì eleḗsai se,      | Der HERR lasse sein Angesicht leuchten über dir und sei dir gnädig; |
| יִשָּׂא יְהוָה פָּנָיו אֵלֶיךָ וְיָשֵׂם לְךָ שָׁלוֹם | jissa Adonai panaw elecha wejasem lecha schalom ['jis:a: ha'ʃem pa'na:v e'lɛxa vəja'sem ləxa: ʃa'lɔm] | hebe ER sein Antlitz dir zu und setze dir Frieden. | ἐπάραι κύριος τὸ πρόσωπον αὐτοῦ ἐπὶ σὲ καὶ δῴη σοι εἰρήνην. epárai kýrios tò prósōpon autoũ epì se kaì dṓē soi eirḗnēn. | Der HERR hebe sein Angesicht über dich und gebe dir Frieden.        |

Sprachlich als Jussiv formuliert, ist dieser Sprechakt als ein „Anwünschen“ zu bestimmen. „Damit ist die menschliche Kompetenz zur Spendung des göttlichen Segens präzise begrenzt. Priester und Pfarrer dienen als Mediatoren. Ihr Verhalten kann den heilvollen Akt nicht selbst vollziehen, sondern bildet … die Grundlage für das göttliche Handeln.“ (Manfred Josuttis)
In einer häufig gebrauchten Variation heißt es in der letzten Zeile, wie in Num 6,26  und in Num 6,26  „Der HERR erhebe sein Angesicht auf dich …“
Als ständiges Qere fordert der Masoretentext an diesen drei Stellen für den Gottesnamen das Ersatzwort אֲדֹנָי [adonaj], deutsch ‚Herr‘, in der Septuaginta ‚ΚϹ‘ (mit Überstrich, verkürzend für ‚κύριος‘) eingesetzt. Im Folgenden hat Luther hier stets mit „der Herr“ übersetzt, während Buber und Rosenzweig hierfür stattdessen „ER“ verwendet haben.

## Geschichte

### Jerusalemer Tempel

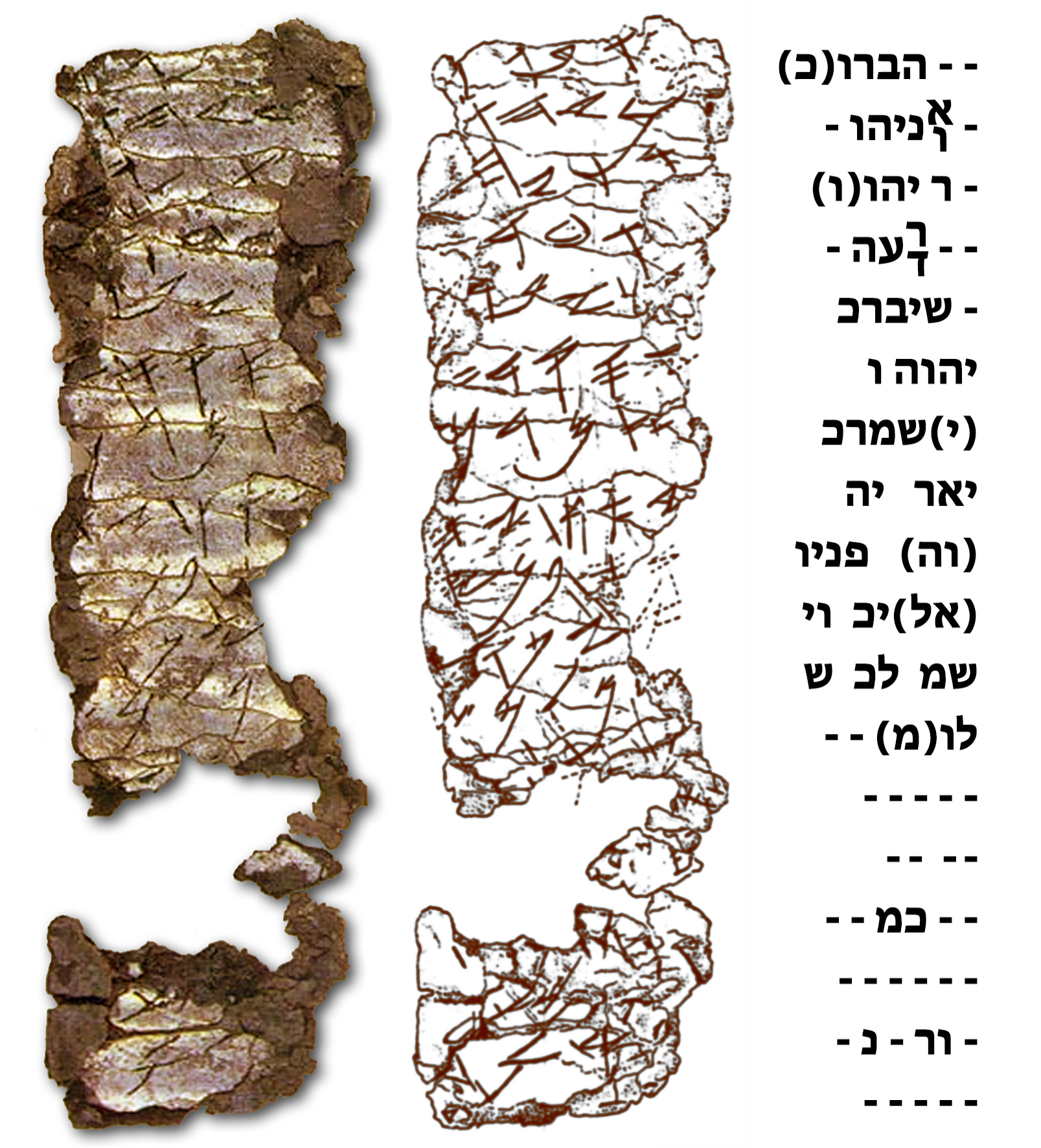
Silberrolle KH2 aus Ketef Hinnom: „… [Bö]se. Es segne dich Jhwh, er beschütze dich. Es lasse aufstrahlen J[h]wh sein Angesicht [über] dir, und er setze dir Frie[d]en…“ (Israel Museum)

Die Silberrollen von Ketef Hinnom, ein archäologischer Fund aus dem Großraum Jerusalem, ermöglichen es, Einblick in früheste dokumentierte Verwendung von Segenssprüchen zu gewinnen. Sie sind einige hundert Jahre älter als die ältesten Abschriften von Bibeltexten, wie sie in Qumran gefunden wurden. In ihrem Textbestand ähneln sie dem Aaronitischen Segen sehr stark. In der nachfolgenden Tabelle stehen unter KH1 und KH2 die hebräischen Transliterierungen der bezeichneten Zeilen aus den beiden Rollen:
| Zeile | KH1     | Zeile | KH2    | MT         | deutsch                    |
| ----- | ------- | ----- | ------ | ---------- | -------------------------- |
| 14    | כור יבר | 1     | הברו   | יְבָרֶכְךָ      | es segne dich              |
| 15    | ך יהוה  | 6     | יהוה ו | יְהוָה וְ     | der HERR und               |
| 16    | ישמרך י | 7     | שמרך   | יִשְׁמְרֶֽךָ      | behüte dich                |
| 17    | אר יהוה | 8     | יאר יה | יָאֵר יְהוָה   | es lasse leuchten der HERR |
| 18    | נ       | 9     | פניו   | פָּנָיו       | Angesicht                  |
| 19    |         | 10    | יך וי  | אֵלֶיךָ וִֽיחֻנֶּֽךָּ | und sei dir gnädig         |

Abweichungen ergeben sich in den Zeilen 1–13 (KH1), 2–5 (KH2) und in den Lücken, die, wie im Bild erkennbar, nicht mehr zu füllen sind. Der Text der Tora betont hier die barmherzige, direkte Zuwendung Gottes. Dadurch gewinnt dieser Segen in der Hebräischen Bibel die Form eines Dreischritts: Schutz – Gnade – Frieden. Durch den Kontext von Num 6,22f.27 ist eindeutig, dass JHWH den Wortlaut des Segens den Priestern aus der Nachkommenschaft Aarons aufgetragen hat und dass JHWH selbst der Spender des Segens ist.
Sir 50,20  schildert, wie der Hohepriester Simon II. das Volk im Tempel mit dem Gottesnamen segnet. Jesus Sirach bezeugt also für das 2. Jahrhundert v. Chr., dass der Aaronitische Segen im Mund des Hohenpriesters ein Höhepunkt des Tempelgottesdienstes war.
Im Herodianischen Tempel war der Priestersegen fester Bestandteil des täglichen Opfers, wurde aber mit einigen Modifikationen auch in den Synagogen gespendet: der heilige Gottesname wurde dort nicht ausgesprochen, der Segen auf drei Sätze aufgeteilt und die Arme nur bis auf Schulterhöhe gehoben. Jesus von Nazareth und die Urgemeinde besuchten nach Darstellung des Neuen Testaments regelmäßig den Tempel und nahmen am Synagogengottesdienst teil. Es ist daher davon auszugehen, dass sie den Aaronitischen Segen kannten. Jedoch bezieht sich das Neue Testament nirgends auf diesen Text, und es gibt auch keine urchristliche Stellungnahme dazu.

### Qumran
In der Liturgie der Gemeinderegel von Qumran hatte der Aaronitische Segen in modifizierter Form seinen Platz. In einem Ritual, mit dem neue Mitglieder jährlich beim Wochenfest (Schawuot) aufgenommen wurden, sprachen die Priester individuelle Segenssprüche, die aus dem Text der Tora abgeleitet sind, aber die Form von Bitten um lebendiges Wissen / Lebenswissen haben. Die Leviten dagegen sprachen die Flüche, die als Gegenstücke zu den Segensbitten formuliert sind:
| Segen (1 QS II 2–4)                                                                        | Fluch (1 QS II 5–9) |
| ------------------------------------------------------------------------------------------ | --- |
| Er segne dich mit allem Guten und behüte dich vor allem Bösen.                             | Verflucht seist du in allen Freveltaten deiner Verschuldung! Gott gebe dir Schrecken durch alle, die Rache ausüben, und verordne dir die Vernichtung durch alle, die Vergeltung heimzahlen.                                  |
| Er erleuchte dein Herz mit dem Verstande des Lebens und begnade dich mit ewigem Wissen und | Verflucht seist du ohne Erbarmen gemäß der Finsternis deiner Werke und verdammt seist du in der Dunkelheit ewigen Feuers. Gott sei dir nicht gnädig, wenn du ihn anrufst, und Er gebe dir nicht, dein Vergehen zu entsühnen. |
| Er erhebe sein gnädiges Antlitz auf dich zu ewigem Frieden.                                | Er erhebe Seines Zornes Antlitz zur Rache an dir und kein Friede sei dir im Munde aller Fürsprecher! |

Vorbild für ein solches Ritual, das die dualistische Weltsicht der Gruppe dokumentiert, war der Bundesschluss Gottes mit Israel, wie er in der Tora (Lev 26 und Dtn 32) dargestellt ist.

### Christliches Mittelalter und Reformationszeit

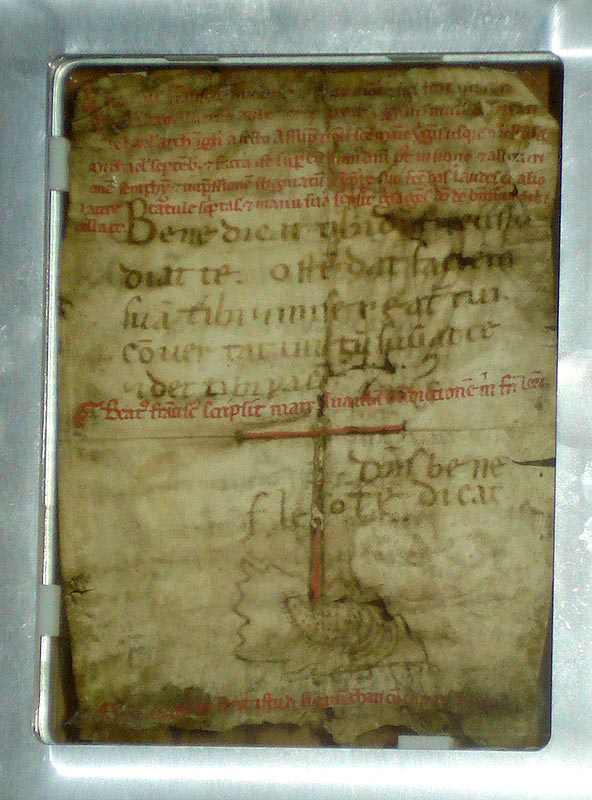
Aaronitischer Segen, Tau-Zeichen und Zusatz: Dominus benedicat f. leo te „Der Herr segne Br. Leo dich“. (Autograph, aufbewahrt in der Reliquienkapelle der Kirche San Francesco zu Assisi)

Die Alte Kirche gebrauchte den Aaronitischen Segen nicht, und im Mittelalter kam er nur sporadisch in regionalen Liturgien vor. Franz von Assisi verwendete die Formel in seinem „Segen für Bruder Leo.“
Es war Martin Luther, der diesen Segen empfahl und im evangelischen Gottesdienst etablierte. Dazu wurde er durch Allegorese der Messliturgie angeregt, wie sie im Mittelalter verbreitet war und die eine Beziehung zwischen dem Schlusssegen der Messe und dem Abschied Jesu Christi von seinen Jüngern bei seiner Himmelfahrt herstellte. In der Formula missae (1523) schlug Luther vor, den Aaronitischen Segen oder die Segensbitte von Psalm 67 zu verwenden und erläuterte: „Auf diese Weise hat es, glaube ich, auch Christus gehalten, als er in den Himmel aufstieg und seine Jünger segnete.“ In Luthers Deutscher Messe (1526) ist nur noch der Aaronitische Segen als Schlusssegen vorgesehen.
Als Martin Luther den Segen 1525 in den evangelischen Gottesdienst einführte, übernahmen ihn auch  Ulrich Zwingli und Johannes Calvin.

## Heutiger liturgischer Gebrauch

### Judentum

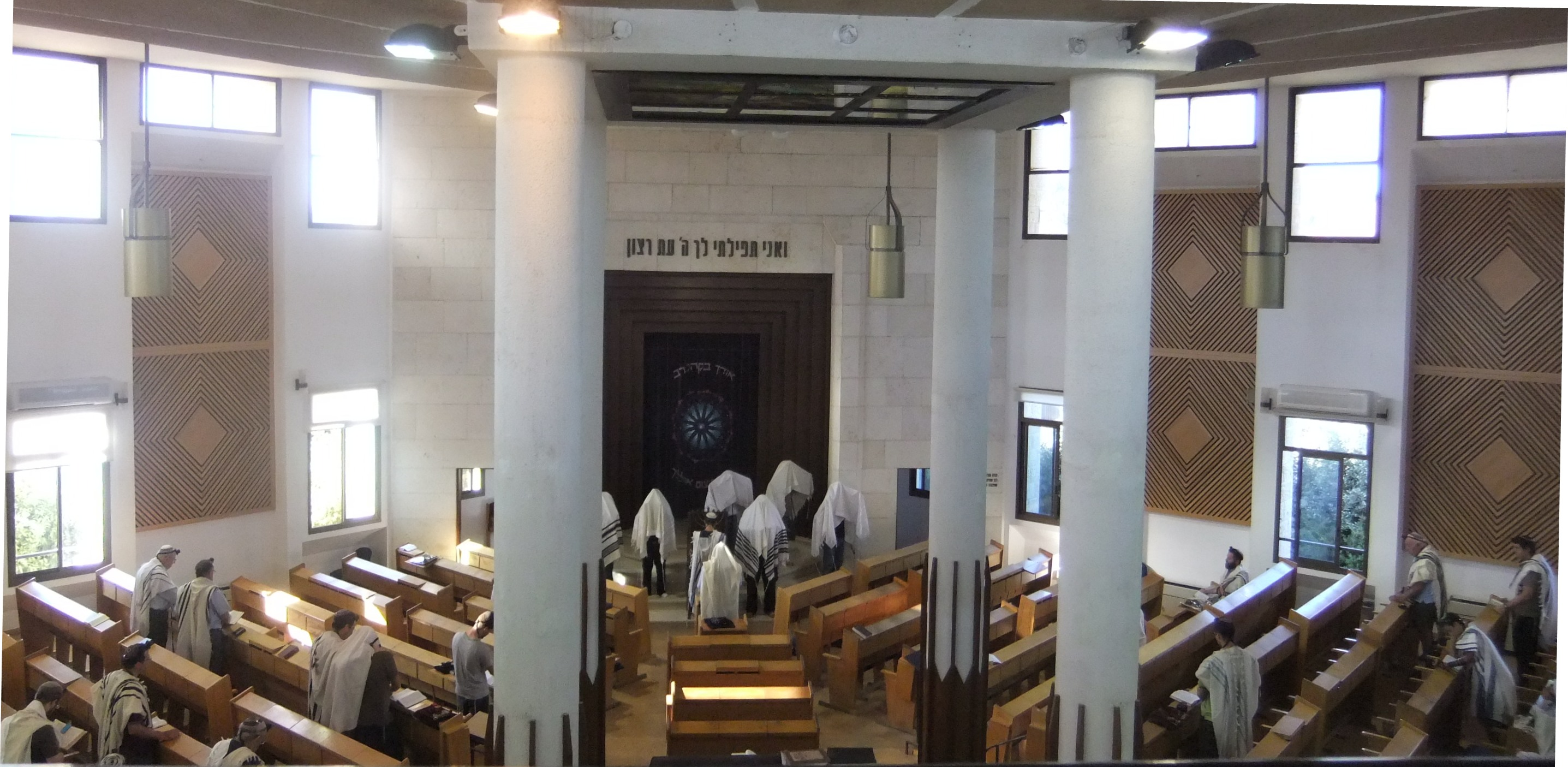
Kohanim spenden den Aaronitischen Segen in der Synagoge von Ofra (2011)

Im orthodoxen Judentum gilt das Segnen der gottesdienstlichen Gemeinde mit dem Priestersegen als eine religiöse Pflicht (Mitzwa), die für Männer aus Priesterfamilien auch nach der Zerstörung des Tempels gültig ist. In manchen Gemeinden im Land Israel findet der Priestersegen beim täglichen Morgen- und Mussafgebet statt, in anderen nur beim Mussafgebet an Sabbat, Neumond und Feiertagen. Seit 1970 wird er zu den Feiertagen Pessach und Sukkot durch hunderte von Kohanim gesprochen und über Lautsprecher an die Klagemauer übertragen.
Der Ablauf ist folgender:
- Der Kantor wiederholt laut das Achtzehnbittengebet (hebräisch שמנה עשרה Schemone Esre). Die Leviten assistieren den Kohanim bei der rituellen Handwaschung (Netilat Jadajim). Daraufhin streifen die Kohanim ihre Schuhe ab. Beide Rituale erinnern an ihren Dienst im Tempel.
- Bei den Worten des Kantors: „Gott, der Herr, wolle dein Volk Israel…“ gehen die Priester die Stufen zur Bima hinauf, den Blick zum Toraschrein gerichtet.
- Wenn der Kantor „Priester!“ ruft, sprechen sie den Segensspruch: „Gelobt seist du, haSchem, unser Gott, König der Welt, der uns mit Aarons Heiligkeit geheiligt und uns befohlen hat, sein Volk Israel in Liebe zu segnen.“
- Sie wenden sich nun zur Gemeinde und haben dabei ihren Kopf mit dem Tallit bedeckt, die Arme in Schulterhöhe erhoben und die Finger in einer besonderen Weise gespreizt. (Zur Hand- und Fingerstellung bei Ausübung des Segens siehe Kohanim.)
- Der Kantor rezitiert die Verse des Priestersegens und die Priester wiederholen Wort für Wort. Am Ende jedes Verses antwortet die Gemeinde: „Amen!“ (hebräisch אָמֵן āmén)

Im Liberalen Judentum wurde der Priestersegen als Privileg abgeschafft, zusammen mit den anderen Privilegien der Priesterkaste. So ist es auch bei den meisten Konservativen.
Der aaronitische Segen nimmt ebenfalls eine wichtige Stelle in der häuslichen Sabbatfeier ein, in der er vom Vater über jedes Kind gesprochen wird.

### Christentum
Der aaronitische Segen ist ein Kennzeichen des sonntäglichen Hauptgottesdienstes in evangelischen Kirchen. Gemäß der evangelisch-lutherischen Agende I war es den ordinierten Amtsträgern vorbehalten, am Ende des Gottesdienstes den Aaronitischen Segen mit Segensgebärde (d. h. mit erhobenen Armen) zu sprechen. Nichtordinierte Personen beendeten den Gottesdienst als Gebet um den Segen ohne diese Segensgebärde: „HERR, segne uns und behüte uns…“
Das Evangelische Gottesdienstbuch sieht den Aaronitischen Segen als Regelfall, den trinitarischen Segen als weitere Möglichkeit vor und unterscheidet zwischen einer Form mit Kreuzzeichen und (für Gemeinden reformierter Tradition) ohne Kreuzzeichen. „Zum zugesprochenen Segen gehört nach biblischem Vorbild das Ausbreiten der Arme und seit der Frühzeit der Kirche das Kreuzzeichen. Neuerdings wird die den Gottesdienst abschließende ausführlichere Segenssequenz auch mit anderen Zeichenhandlungen (Gesten, Bewegungen) verbunden.“
Nach dem Zweiten Vatikanischen Konzil wurde der Aaronitische Segen in der römischen Messe neu eingeführt und ist seitdem einer von fünf Auswahltexten für den Schlusssegen an den Sonntagen im Jahreskreis. Stets ist er mit der trinitarischen Formel und dem Kreuzzeichen verbunden und auf diese Weise klar christlich geprägt. Während die Editio typica den Segen in drei Teile gliedert, auf die die Gemeinde jeweils mit Amen antwortet, ist im Messbuch für die Bistümer des deutschen Sprachgebietes nur ein einmaliges Amen vorgesehen.